# 雷德羅克蘭奇 (新墨西哥州)
雷德羅克蘭奇（英語：Red Rock Ranch）是位於美國新墨西哥州麥金萊縣的普查規定居民點。

## 人口
根據2020年美國人口普查的數據，雷德羅克蘭奇的面積為12.36平方千米，皆為陸地。當地共有人口35人，而人口密度為每平方千米2.83人。